# Primula schlagintweitiana
Primula schlagintweitiana är en viveväxtart som beskrevs av Ferdinand Albin Pax. Primula schlagintweitiana ingår i släktet vivor, och familjen viveväxter. Inga underarter finns listade i Catalogue of Life.